# Гута-Логанівська
Гута-Логанівська — село в Україні, у Малинській міській територіальній громаді Коростенського району Житомирської області. Населення становить 192 особи (2001).

## Історія
9 листопада 1921 року під час Листопадового рейду через Гутку проходила Подільська повстанська група (командувач Сергій Чорний) Армії Української Народної Республіки, а 10 листопада 1921 року — Волинська повстанська група (командувач — Юрій Тютюнник) Армії Української Народної Республіки.
12 червня 2020 року, відповідно до розпорядження Кабінету Міністрів України № 711-р «Про визначення адміністративних центрів та затвердження територій територіальних громад Житомирської області», територію та населені пункти Горинської сільської ради включено до складу Малинської міської територіальної громади Коростенського району Житомирської області.

## Населення

### Мова
Розподіл населення за рідною мовою за даними перепису 2001 року:
| Мова       | Кількість | Відсоток |
| ---------- | --------- | -------- |
| українська | 189       | 98.44%   |
| російська  | 3         | 1.56%    |
| Усього     | 192       | 100%     |

## Відомі люди
- Мазур Дмитро Дмитрович (1939—2022) — український педагог, просвітянин, дисидент. Учасник українського правозахисного руху.